# Business as usual
Business as usual is een promosingle van Orleans.
Het is de derde single afkomstig van hun album Let there be music. Het was een van de nieuwe liedjes van dat album. De single werd uiteindelijk pas in 1977 echt op de markt gebracht. Het haalde geen plaats in de hitparades.